# Операция «Питер Пэн»
Операция «Питер Пэн» (англ. Operation Peter Pan, исп. Operación Peter Pan или Operación Pedro Pan) — операция по вывозу 14 тысяч детей из революционной Кубы в начале 1960-х годов, координируемая правительством США, ЦРУ и властями католической церкви города Майами. Эта операция была проведена в рамках идеологической кампании против Кубы: кубинские родители, напуганные слухами о том, что новый режим будет отнимать у них детей, сами давали разрешение на вывоз своих детей в США. Также в то время на Кубе ходили слухи, что детей будут отнимать у родителей, чтобы посылать в трудовые лагеря Советского Союза. Операция «Питер Пэн» предшествовала высадке десанта из «Бригады 2506» в заливе Свиней.

## Позиция Кубы
12 июня 2009 года лидер кубинской революции Фидель Кастро заявил, что «операция „Питер Пэн“ была циничным рекламным манёвром, которому мог бы позавидовать сам Геббельс — нацистский министр пропаганды». В статье «На зависть Геббельсу», опубликованной газетами Granma и Cubadebate, Фидель Кастро напомнил о том, что 14 тысяч кубинских детей были отправлены в Соединённые Штаты без своих родителей в результате кампании, организованной в 1960 году Центральным разведывательным управлением США. «ЦРУ отказывается рассекретить 1500 документов, связанных с Операцией „Питер Пэн“, под предлогом национальной безопасности. Это дело так плохо пахнет, что они не хотят раскупоривать его», говорит кубинский лидер.
По мнению кубинской стороны, агенты ЦРУ создавали фальшивые документы о лишении родительских прав в тайне от кубинского правительства, а детей, забранных у родителей, вывозили в США. Кубинцы, живущие в Соединённых Штатах, поверили, что над детьми издеваются кубинские власти, а правительство США спасает их детей.

## Позиция США
По мнению американской стороны, операция «Питер Пэн» была предпринята для спасения 14 тысяч кубинских детей из семей, опасавшихся или противостоящих политике пришедшего к власти Фиделя Кастро. При поддержке Госдепартамента и ЦРУ, Архиепископство римской католической церкви Майами разместило вывезенных детей в семьях на территории 35 штатов США.
- Operation Pedro Pan Group Архивная копия от 11 августа 2016 на Wayback Machine, official site
- «Children of Cuba Remember their Flight to America» Архивная копия от 1 сентября 2016 на Wayback Machine, NPR
- «Cuban Refugee Children» by Monsignor Bryan O. Walsh
- Pedro Pan Network Архивная копия от 9 июля 2014 на Wayback Machine, hosted by the Miami Herald
- «Cuban Kids in Exile: Pawns of Cold War Politics» Архивная копия от 3 июня 2016 на Wayback Machine, Chicago Sun-Times, 24 August 2003, review of Maria de los Angeles Torres' The Lost Apple
- La envidia de Goebbels. Reflexiones de Fidel Castro. Diario Granma, La Habana, 12 de junio de 2009.